# Ilex celebensis
Ilex celebensis är en järneksväxtart som beskrevs av Capit. Ilex celebensis ingår i släktet järnekar, och familjen järneksväxter. Utöver nominatformen finns också underarten I. c. ranauana.